# Lok-Sabha-Wahlkreis Hoskote
Der Lok-Sabha-Wahlkreis Hoskote war von 1967 bis 1972 ein Wahlkreis bei den Wahlen zur Lok Sabha, dem Unterhaus des indischen Parlaments. Er gehörte zum Bundesstaat Mysore und umfasste ein Gebiet um die Stadt Hoskote im heutigen Distrikt Bengaluru Rural. Vorgängerwahlkreis bei der Lok-Sabha-Wahl 1962 der Wahlkreis Chikballapur. Zur Lok-Sabha-Wahl 1977 wurde der Wahlkreis Hoskote aufgelöst und der Wahlkreis Chikballapur wiedergegründet.

## Abgeordnete
| Wahl | Name             | Partei | Stimmen |
| ---- | ---------------- | ------ | ------- |
| 1967 | M. V. Krishnappa | INC    | 54,6 %  |
| 1971 | M. V. Krishnappa | INC    | 77,2 %  |